# Кочіс (Аризона)
Кочіс (англ. Cochise) — невключена територія в окрузі Кочіс, штат Аризона, США. 

## Демографія
У 2010 році на території мешкало приблизно 1,846 осіб (у 2000 році — 1,592 осіб). 
Чоловіків — 895 (48.6 %);

Жінок — 948 (51.4 %).
Медіанний вік жителів: 48.1 років;
по Аризоні: 35.6 років;
Середній розмір домогосподарства: 2.3 осіб; по Аризоні: 2.7 осіб. 

### Доходи
Середній скоригований валовий дохід в 2004 році: $30,127;
по Аризоні: $50,097.
Середня заробітна плата: $28,866;
по Аризоні: $42,146.

### Расова / етнічна приналежність (перепис 2010)
Білих — 1,676.

 Афроамериканців — 6.

 Індіанців — 3.

 азіатів — 8.

 Корінних жителів Гавайських островів та інших островів Тихого океану — 0.

 Інші — 0.

 Відносять себе до 2-х або більше рас — 38.

 Латиноамериканців — 109.